# Championnat de Belgique de football 2002-2003
Navigation
Saison précédente Saison suivante
Le championnat de Belgique de football 2002-2003 est la 100e saison du championnat de première division belge. Le championnat oppose 18 équipes en matches aller-retour.
Le champion en titre, le KRC Genk, rate complètement sa saison et ne parvient jamais à se mêler à la lutte pour les lauriers nationaux, rapidement réduite à un duel à distance entre le Club de Bruges et le Sporting Anderlecht. Grâce à leur force offensive (96 buts inscrits mais aucun joueur à plus de quinze buts), ce sont les brugeois qui finissent par émerger pour décrocher un nouveau sacre. Sur la troisième marche du podium, on retrouve un surprenant KSC Lokeren, qui signe sa meilleure performance depuis la saison 1980-1981 où il avait terminé vice-champion.
Cette saison est de nouveau perturbée par des problèmes extra-sportifs dans certains clubs, ce qui perturbe également le classement. En novembre, le KV Malines, tout juste de retour en Division 1, se déclare en faillite. Il peut terminer la saison grâce à ses supporters et des joueurs prêtés par d'autres clubs de l'élite, dont le Standard de Liège qui loue gratuitement cinq jeunes de son noyau. Le club termine en position de relégable et ne demande pas de licence pour le football rémunéré, ce qui le condamne à une rétrogradation directe en Division 3.
En avril, c'est au tour de Lommel de faire face à de graves problèmes, qui entraînent dans son cas un forfait général et un retrait des résultats acquis précédemment. Le club est mis en liquidation et cesse ses activités. Cela n'impacte pas le classement final, la seule incidence se faisant sur la désignation du meilleur buteur. Wesley Sonck « perd » un but inscrit contre cette équipe et se retrouve officiellement à égalité avec Cédric Roussel.

## Clubs participants
Dix-huit clubs prennent part à ce championnat, soit autant que lors de l'édition précédente. Ceux dont le matricule est indiqué en gras existent toujours aujourd'hui.
| #  | Nom                                                     | Mat. | Ville       | Stades                      | Entraîneur          | En D1 depuis (série) | Total en D1 | Saison précédente |
| -- | ------------------------------------------------------- | ---- | ----------- | --------------------------- | ------------------- | -------------------- | ----------- | ----------------- |
| 1  | Royal Sporting Club Anderlecht                          | 35   | Anderlecht  | Stade Constant Vanden Stock | Hugo Broos          | 1935-1936 (66e)      | 72e         | 3e                |
| 2  | Royal Antwerp Football Club                             | 1    | Deurne      | Bosuilstadion               | Henk Houwaart       | 2000-2001 (3e)       | 95e         | 16e               |
| 3  | Koninklijke Football Club Germinal Beerschot Antwerpen  | 3530 | Anvers      | Kiel                        | Franky Van der Elst | 1989-1990 (14e)      | 14e         | 9e                |
| 4  | Koninklijke Sportkring Beveren                          | 2300 | Beveren     | Freethielstadion            | Herman Helleputte   | 1997-1998 (6e)       | 42e         | 18e               |
| 5  | Club Brugge Koninklijke Voetbalvereniging               | 3    | Bruges      | Olympiastadion              | Trond Sollied       | 1959-1960 (44e)      | 81e         | 2e                |
| 6  | Royal Charleroi Sporting Club                           | 22   | Charleroi   | Stade du Mambourg           | Étienne Delangre    | 1985-1986 (18e)      | 39e         | 12e               |
| 7  | Koninklijke Racing Club Genk                            | 322  | Genk        | Fenixstadion                | Sef Vergoossen      | 1996-1997 (7e)       | 21e         | 1er               |
| 8  | Koninklijke Atletieke Associatie Gent                   | 7    | Gand        | Jules Ottenstadion          | Jan Olde Riekerink  | 1989-1990 (14e)      | 64e         | 4e                |
| 9  | Royal Standard de Liège                                 | 16   | Sclessin    | Stade de Sclessin           | Dominique D'Onofrio | 1921-1922 (79e)      | 84e         | 5e                |
| 10 | Koninklijke Lierse Sportkring                           | 30   | Lierre      | Herman Vanderpoortenstadion | Emilio Ferrera      | 1988-1989 (15e)      | 66e         | 15e               |
| 11 | Koninklijke Sporting Club Lokeren Sint-Niklaas Waasland | 282  | Lokeren     | Daknamstadion               | Paul Put            | 1996-1997 (7e)       | 26e         | 7e                |
| 12 | Koninklijke Football Club Lommelse Sportkring           | 1986 | Lommel      | Stedelijk Sportstadion      | Harm van Veldhoven  | 2001-2002 (2e)       | 10e         | 13e               |
| 13 | Royale Association Athlétique Louviéroise               | 93   | La Louvière | Stade du Tivoli             | Ariël Jacobs        | 2000-2001 (3e)       | 6e          | 11e               |
| 14 | Koninklijke Voetbalclub Mechelen                        | 25   | Malines     | Achter de Kazerne           | Stéphane Demol      | 2002-2003 (1re)      | 57e         | Division 2 : 1er  |
| 15 | Royal Albert Elisabeth Club de Mons                     | 44   | Mons        | Stade Charles Tondreau      | Marc Grosjean       | 2002-2003 (1re)      | 1re         | Division 2 : 3e   |
| 16 | Royal Excelsior Mouscron                                | 224  | Mouscron    | Le Canonnier                | Lorenzo Staelens    | 1996-1997 (7e)       | 7e          | 6e                |
| 17 | Koninklijke Sint-Truidense Voetbalverening              | 373  | Saint-Trond | Stayenveld                  | Jacky Mathijssen    | 1994-1995 (9e)       | 30e         | 8e                |
| 18 | Koninklijke Voetbalclub Westerlo                        | 2024 | Westerlo    | Het Kuipje                  | Jan Ceulemans       | 1997-1998 (6e)       | 6e          | 14e               |

### Localisation des clubs
| KV Mechelen Mons Lommel Antwerp FC GBA Lierse SK KVC Westerlo AA Gent KSC Lokeren KSK Beveren FC Bruges RSC Anderlecht Sint-Truidense VV KRC Genk Sporting Charleroi Mouscron RAA Louviéroise Standard de Liège |

## Résultats et classements

### Résultats des rencontres
Avec dix-huit clubs engagés, 306 matches sont au programme de la saison.
| Résultats (▼dom., ►ext.)                                   | AND | ANT | GBA | BEV | FCB | CHA | RCG | AAG | LIE | LOK | LOM | LOU | KVM | MON | MOU | STT | STA | WES |
| R. SC Anderlecht                                           |     | 4-1 | 4-0 | 7-1 | 5-1 | 2-0 | 1-1 | 2-2 | 1-2 | 2-0 | 2-1 | 1-0 | 4-1 | 2-1 | 6-3 | 2-0 | 2-1 | 0-2 |
| R. Antwerp FC                                              | 2-1 |     | 5-3 | 3-1 | 2-2 | 3-1 | 2-4 | 1-4 | 2-2 | 1-2 | FFT | 2-1 | 2-0 | 0-1 | 3-1 | 1-3 | 1-1 | 1-2 |
| K. FC GB Antwerpen                                         | 1-2 | 1-1 |     | 2-1 | 1-3 | 1-1 | 2-1 | 2-1 | 1-2 | 0-1 | 3-0 | 2-0 | 2-2 | 4-0 | 0-2 | 3-2 | 0-1 | 1-1 |
| K. SK Beveren                                              | 5-0 | 3-1 | 3-1 |     | 2-7 | 3-0 | 1-4 | 0-3 | 7-1 | 0-1 | 0-0 | 0-3 | 6-0 | 3-0 | 3-0 | 2-1 | 1-3 | 2-1 |
| Club Brugge KV                                             | 2-1 | 1-0 | 1-1 | 3-0 |     | 1-2 | 4-0 | 1-0 | 3-0 | 5-0 | 3-0 | 3-0 | 4-0 | 4-2 | 5-0 | 1-1 | 4-2 | 3-0 |
| R. Charleroi SC                                            | 1-3 | 1-1 | 1-6 | 0-0 | 2-3 |     | 0-0 | 1-2 | 0-1 | 4-3 | FFT | 1-1 | 3-0 | 2-1 | 5-0 | 2-2 | 3-3 | 1-0 |
| K. RC Genk                                                 | 0-1 | 2-0 | 5-2 | 4-0 | 0-3 | 3-0 |     | 3-1 | 5-2 | 2-3 | 4-1 | 1-0 | 9-0 | 2-0 | 5-4 | 2-2 | 1-5 | 1-1 |
| K. AA Gent                                                 | 0-2 | 0-0 | 1-0 | 2-1 | 1-4 | 2-1 | 2-0 |     | 1-3 | 2-3 | 3-1 | 3-2 | 2-0 | 2-1 | 2-0 | 3-0 | 0-5 | 3-2 |
| K. Lierse SK                                               | 0-1 | 3-1 | 2-1 | 5-0 | 1-1 | 2-1 | 1-1 | 2-1 |     | 2-1 | 2-1 | 1-1 | 3-0 | 1-1 | 1-0 | 0-2 | 2-0 | 0-1 |
| K. SC Lokeren S-N-W                                        | 0-5 | 2-1 | 3-1 | 1-2 | 2-5 | 4-1 | 4-1 | 5-1 | 1-1 |     | 5-0 | 1-1 | 5-0 | 4-0 | 3-2 | 0-0 | 3-3 | 4-0 |
| K. FC Lommelse SK                                          | FFT | 0-2 | 2-1 | 3-2 | FFT | 1-1 | 1-3 | FFT | 1-2 | 2-0 |     | 0-1 | 4-1 | 0-1 | FFT | 1-3 | 1-0 | 5-1 |
| R. AA Louviéroise                                          | 1-2 | 1-1 | 1-1 | 2-1 | 1-2 | 2-2 | 2-2 | 0-1 | 0-3 | 2-4 | 1-0 |     | 1-1 | 1-0 | 2-0 | 1-2 | 0-2 | 0-0 |
| KV Mechelen                                                | 0-2 | 0-2 | 2-0 | 0-2 | 0-8 | 1-0 | 2-6 | 1-0 | 0-2 | 2-3 | 5-1 | 0-1 |     | 0-0 | 3-2 | 0-0 | 1-1 | 0-4 |
| R. AEC de Mons                                             | 1-2 | 3-0 | 2-1 | 4-1 | 1-2 | 4-1 | 1-2 | 0-1 | 2-1 | 0-0 | FFT | 1-3 | 2-0 |     | 2-0 | 3-0 | 1-0 | 2-1 |
| R. Excelsior Mouscron                                      | 1-0 | 1-0 | 1-6 | 0-0 | 0-4 | 6-0 | 3-3 | 2-1 | 1-1 | 1-1 | 2-0 | 1-0 | 3-1 | 0-5 |     | 1-2 | 0-1 | 0-4 |
| K. Sint-Truidense VV                                       | 3-1 | 1-0 | 1-1 | 6-1 | 5-2 | 2-2 | 0-1 | 6-4 | 2-1 | 2-0 | 0-0 | 2-1 | 5-1 | 3-4 | 2-2 |     | 0-1 | 1-0 |
| R. Standard de Liège                                       | 0-2 | 1-3 | 2-1 | 2-0 | 1-2 | 3-0 | 0-1 | 4-1 | 1-1 | 1-2 | 4-0 | 1-0 | 0-0 | 0-0 | 0-3 | 2-2 |     | 3-0 |
| K. VC Westerlo                                             | 0-2 | 2-1 | 2-1 | 2-0 | 0-2 | 1-1 | 3-1 | 1-0 | 1-2 | 1-3 | 1-2 | 0-3 | 2-0 | 2-0 | 1-2 | 0-3 | 2-3 |     |
| - Victoire à domicile - Match nul - Victoire à l'extérieur |     |     |     |     |     |     |     |     |     |     |     |     |     |     |     |     |     |     |

Les résultats du K. FC Lommelse SK ont été annulés après que le club ait déposé le bilan. Ils sont indiqués à titre informatif mais n'entrent plus en compte pour établir le classement.

### Classement final
| Rang | Équipe                | Pts | J  | G  | N | P  | Bp | Bc | Diff |
| ---- | --------------------- | --- | -- | -- | - | -- | -- | -- | ---- |
| 1    | CLUB BRUGGE KV S      | 79  | 32 | 25 | 4 | 3  | 96 | 33 | +63  |
| 2    | R. SC Anderlecht      | 71  | 32 | 23 | 2 | 7  | 72 | 33 | +39  |
| 3    | K. SC Lokeren S-N-W   | 60  | 32 | 18 | 6 | 8  | 69 | 51 | +18  |
| 4    | K. Sint-Truidense VV  | 56  | 32 | 16 | 8 | 8  | 63 | 44 | +19  |
| 5    | K. Lierse SK          | 56  | 32 | 16 | 8 | 8  | 51 | 41 | +10  |
| 6    | K. RC Genk T          | 55  | 32 | 16 | 7 | 9  | 73 | 52 | +21  |
| 7    | R. Standard de Liège  | 50  | 32 | 14 | 8 | 10 | 53 | 39 | +14  |
| 8    | K. AA Gent            | 47  | 32 | 15 | 2 | 15 | 49 | 55 | -6   |
| 9    | R. AEC de Mons        | 43  | 32 | 13 | 4 | 15 | 45 | 45 | 0    |
| 10   | K. VC Westerlo        | 40  | 32 | 12 | 4 | 16 | 39 | 46 | -7   |
| 11   | K. SK Beveren         | 38  | 32 | 12 | 2 | 18 | 52 | 69 | -17  |
| 12   | R. Antwerp FC         | 34  | 32 | 9  | 7 | 16 | 44 | 55 | -11  |
| 13   | R. Excelsior Mouscron | 32  | 32 | 9  | 5 | 18 | 42 | 72 | -30  |
| 14   | K. FC GB Antwerpen    | 31  | 32 | 8  | 7 | 17 | 49 | 57 | -8   |
| 15   | R. AA Louviéroise C   | 30  | 32 | 7  | 9 | 16 | 34 | 44 | -10  |
| 16   | R. Charleroi SC       | 27  | 32 | 6  | 9 | 17 | 39 | 66 | -27  |
| 17   | KV Mechelen           | 18  | 32 | 4  | 6 | 22 | 18 | 86 | -68  |
| 18   | K. FC Lommelse SK     | 0   | 0  | 0  | 0 | 0  | 0  | 0  | 0    |

Légende
- Champion de Belgique 2003 et qualifié pour la « Ligue des champions » la saison suivante
- Club qualifié pour la « Ligue des champions » la saison suivante
- Club qualifié pour la « Coupe UEFA » la saison suivante
- Club qualifié pour la « Coupe Intertoto » la saison suivante
- Club rétrogradé en Division 3 pour la saison suivante
- Club ayant cessé ses activités en cours de saison, sanctionné d'un forfait général

Abréviations
T : Tenant du titre 2002

C : Vainqueur de la Coupe de Belgique 2002-2003

S : Vainqueur de la Supercoupe de Belgique 2002

 : club promu de « Division 2 » depuis la saison précédente

### Meilleur buteur
Wesley Sonck (K. RC Genk) et Cédric Roussel (R. AEC de Mons) avec 22 buts. Wesley Sonck est le 20e joueur à remporter deux fois cette récompense et le quinzième belge. Cédric Roussel est le 53e joueur étranger belge à être sacré meilleur buteur du championnat. À noter que Wesley Sonck a inscrit 23 buts durant la saison mais à la suite de l'annulation des résultats obtenus contre le KFC Lommelse SK, le but qu'il avait inscrit contre cette équipe n'est plus pris en compte dans les statistiques officielles.

#### Classement des buteurs
Le tableau ci-dessous reprend les 26 meilleurs buteurs du championnat, soit les joueurs ayant inscrit dix buts ou plus durant la saison,.
| #   | Pays | Joueur                   | Club                 | Buts | Matches joués |
| --- | ---- | ------------------------ | -------------------- | ---- | ------------- |
| 1.  |      | Wesley Sonck             | K. RC Genk           | 22   | 27            |
| =.  |      | Cédric Roussel           | R. AEC de Mons       | 22   | 32            |
| 3.  |      | Nenad Jestrović          | R. SC Anderlecht     | 20   | 22            |
| 4.  |      | Ole Martin Årst          | R. Standard de Liège | 19   | 30            |
| 5.  |      | Paul Kpaka               | K. FC GB Antwerpen   | 18   | 26            |
| 6.  |      | Sambegou Bangoura        | K. SC Lokeren S-N-W  | 16   | 27            |
| =.  |      | Arnar Grétarsson         | K. SC Lokeren S-N-W  | 16   | 29            |
| 8.  |      | Gert Verheyen            | Club Brugge KV       | 15   | 30            |
| =.  |      | Désiré Mbonabucya        | K. Sint-Truidense VV | 15   | 30            |
| =.  |      | Stein Huysegems          | K. Lierse SK         | 15   | 31            |
| 11. |      | Kevin Vandenbergh        | K. RC Genk           | 14   | 21            |
| =.  |      | Sandy Martens            | Club Brugge KV       | 14   | 29            |
| 13. |      | Patrick Goots            | R. Antwerp FC        | 13   | 29            |
| 14. |      | Andrés Mendoza           | Club Brugge KV       | 12   | 28            |
| =.  |      | Moumouni Dagano          | K. RC Genk           | 12   | 29            |
| =.  |      | Davy De Beule            | K. SC Lokeren S-N-W  | 12   | 29            |
| =.  |      | Seol Ki-hyeon            | R. SC Anderlecht     | 12   | 31            |
| 18. |      | Bram Vangeel             | K. Sint-Truidense VV | 11   | 28            |
| =.  |      | Eduardo Adelino da Silva | R. Charleroi SC      | 11   | 31            |
| =.  |      | Danny Boffin             | K. Sint-Truidense VV | 11   | 32            |
| 21. |      | Gilles Yapi-Yapo         | K. SK Beveren        | 10   | 25            |
| =.  |      | Alékos Kaklamános        | K. AA Gent           | 10   | 27            |
| =.  |      | Rúnar Kristinsson        | K. SC Lokeren S-N-W  | 10   | 27            |
| =.  |      | Kwame Quansah            | K. FC GB Antwerpen   | 10   | 28            |
| =.  |      | Venance Zézé             | K. SK Beveren        | 10   | 28            |
| =.  |      | Toni Brogno              | K. VC Westerlo       | 10   | 30            |

## Récapitulatif de la saison
- Champion : Club Bruges KV (12e titre)
- Deuxième équipe à remporter douze titres de champion de Belgique
- 15e titre pour la province de Flandre-Occidentale.

| Région flamande (12)            | Région flamande (12) | Province de Brabant (1)      | Province de Brabant (1) | Région wallonne (5)    | Région wallonne (5) |
| ------------------------------- | -------------------- | ---------------------------- | ----------------------- | ---------------------- | ------------------- |
| Province d'Anvers               | 5                    | Région de Bruxelles-Capitale | 1                       | Province de Hainaut    | 4                   |
| Province de Flandre-Occidentale | 1                    | Province du Brabant flamand  | 0                       | Province de Liège      | 1                   |
| Province de Flandre-Orientale   | 3                    | Province du Brabant wallon   | 0                       | Province de Luxembourg | 0                   |
| Province de Limbourg            | 3                    |                              |                         | Province de Namur      | 0                   |

1. ↑  Au niveau footballistique, la province de Brabant est toujours unitaire malgré sa partition territoriale en 1995.

### Admission et relégation
Le K. FC Lommelse SK cesse ses activités et est radié par la Fédération. Le KV Mechelen termine à la 17e et dernière place officielle. Déclaré en faillite, il est relégué directement en Division 3. Ils sont remplacés par le Cercle Brugge K. SV, champion de deuxième division, et le K. Heusden-Zolder SK, vainqueur du tour final.

### Débuts en Division 1
Un club fait ses débuts dans la plus haute division belge. Il est le 70e club différent à y apparaître.
- Le R. AEC de Mons est le 7e club de la province de Hainaut à évoluer dans la plus haute division belge.

### Changements de nom
Après sa mise en faillite, le KV Malines est réglementairement obligé de changer de nom et devient le Yellow Red KV Malines. C'est sous ce nom qu'il repart en troisième division.
Le Koninklijke Sporting Club Lokeren Sint-Niklaas Waasland change de nom et devient le Koninklijke Sporting Club Lokeren Oost-Vlaanderen.

### Bilan de la saison
| Championnat de Belgique de football 2002-2003 |                                                   |
| Champion                                      | Club Brugge KV (12e titre)                        |
| Dauphin                                       | R. SC Anderlecht                                  |
| Coupes et trophées                            |                                                   |
| Vainqueur de la Coupe de Belgique 2002-2003   | R. AA Louviéroise                                 |
| Vainqueur de la Supercoupe de Belgique 2002   | Club Brugge KV                                    |
| Qualifications continentales                  |                                                   |
| Ligue des champions de l'UEFA 2003-2004       | Club Brugge KV (Troisième tour de qualification)  |
| Ligue des champions de l'UEFA 2003-2004       | R. SC Anderlecht (Deuxième tour de qualification) |
| Coupe UEFA 2003-2004                          | R. AA Louviéroise (Premier tour)                  |
| Coupe UEFA 2003-2004                          | K. SC Lokeren S-N-W (Tour préliminaire)           |
| Coupe Intertoto 2003                          | K. Sint-Truidense VV (Premier tour)               |
| Coupe Intertoto 2003                          | K. Lierse SK (Deuxième tour)                      |
| Promotions et relégations                     |                                                   |
| Promus en Division 1                          | Cercle Brugge K. SV                               |
| Promus en Division 1                          | K. Heusden-Zolder SK                              |
| Relégués en Division 3                        | KV Mechelen                                       |